# Genoa Cricket and Football Club 1965-1966
Questa voce raccoglie le informazioni riguardanti il Genoa Cricket and Football Club nelle competizioni ufficiali della stagione 1965-1966.

## Stagione
Nella stagione 1965-1966 il Genoa disputa il campionato di Serie B, con 44 punti si piazza in quinta posizione di classifica, a due lunghezze dal Mantova che sale in Serie A come terzo, insieme al Venezia che vince il torneo cadetto con 49 punti, ed al Lecco che con 48 punti si piazza in terza posizione. Scendono in Serie C la Pro Patria, il Monza ed il Trani.
Dopo la retrocessione, per affrontare la nuova stagione di Serie B, sulla panchina del Genoa viene chiamato l'allenatore Luigi Bonizzoni, dal mercato arrivano i difensori Luciano Poppi dall'Alessandria e Roberto Ranzani dalla Mestrina ma di proprietà della Spal, il centrocampista Eugenio Brambilla dal Messina, il portiere Rosario Di Vincenzo dall'Inter, dai nerazzurri milanesi arriva anche l'attaccante Francesco Canella. Campionato disputato sempre nelle zone nobili della classifica,  il Genoa rimane imbattuto in casa al pari del Messina, ma con ben nove sconfitte in trasferta, che alla fine del torneo faranno la differenza. Miglior realizzatore di stagione è l'ex juventino Gianfranco Zigoni con otto reti. In Coppa Italia eliminazione al primo turno per mano della Fiorentina che si è imposta (0-3) a Marassi, nell'unica sconfitta interna di stagione.

## Divise
La maglia per le partite casalinghe presentava i colori rossoblu.

## Organigramma societario
Area direttiva
- Presidente: Giacomo Berrino

Area tecnica
- Allenatore: Luigi Bonizzoni
- Direttore tecnico: Gipo Viani

## Rosa
| N. |                   | Ruolo | Calciatore          |
| -- | ----------------- | ----- | ------------------- |
|    | Italia (bandiera) | P     | Mario Da Pozzo      |
|    | Italia (bandiera) | P     | Rosario Di Vincenzo |
|    | Italia (bandiera) | P     | Leonardo Grosso     |
|    | Italia (bandiera) | P     | Ugo Rosin           |
|    | Italia (bandiera) | D     | Bruno Baveni        |
|    | Italia (bandiera) | D     | Maurizio Bruno      |
|    | Italia (bandiera) | D     | Carlo Campora       |
|    | Italia (bandiera) | D     | Angelo Panara       |
|    | Italia (bandiera) | D     | Luciano Poppi       |
|    | Italia (bandiera) | D     | Roberto Ranzani     |
|    | Italia (bandiera) | D     | Franco Rivara       |
|    | Italia (bandiera) | D     | Elio Vanara         |
|    | Italia (bandiera) | C     | Bruno Bacchetta     |

| N. |                      | Ruolo | Calciatore        |
| -- | -------------------- | ----- | ----------------- |
|    | Italia (bandiera)    | C     | Giampiero Bassi   |
|    | Italia (bandiera)    | C     | Eugenio Brambilla |
|    | Italia (bandiera)    | C     | Stefano Dal Monte |
|    | Italia (bandiera)    | C     | Glauco Gilardoni  |
|    | Italia (bandiera)    | C     | Pietro Gonella    |
|    | Argentina (bandiera) | C     | Marcos Locatelli  |
|    | Italia (bandiera)    | C     | Adriano Nocentini |
|    | Italia (bandiera)    | C     | Franco Zaglio     |
|    | Italia (bandiera)    | A     | Mauro Bicicli     |
|    | Italia (bandiera)    | A     | Francesco Canella |
|    | Germania (bandiera)  | A     | Rudolf Kölbl      |
|    | Italia (bandiera)    | A     | Gianfranco Zigoni |

## Risultati

### Campionato

#### Girone di andata
| Arbitro: | Sbardella (Roma) |

|  |           |             |
|  | Marcatori | 12’ Bicicli |

| Arbitro: | Giunti (Arezzo) |

|               |           |             |
| Brambilla 12’ | Marcatori | 73’ Bettini |

| Arbitro: | Acernese (Roma) |

|                       |           |            |
| Fogar 17’ Tinazzi 80’ | Marcatori | 87’ Zigoni |

| Arbitro: | Gussoni (Tradate) |

|                               |           |                |
| Locatelli 20’, 47’ Zigoni 28’ | Marcatori | 76’ Mascalaito |

| Arbitro: | Monti (Ancona) |

|                    |           |  |
| Vanini 12’ Bui 37’ | Marcatori |  |

| Arbitro: | Cimma (Biella) |

|                          |           |          |
| Dal Monte 38’ Zigoni 75’ | Marcatori | 73’ Ghio |

| Arbitro: | Di Tonno (Lecce) |

|                     |           |               |
| Golin 3’ Tomiet 48’ | Marcatori | 29’ Gilardoni |

| Arbitro: | Righetti (Torino) |

|               |           |              |
| Gilardoni 58’ | Marcatori | 41’ Giagnoni |

| Arbitro: | Orlando (Bergamo) |

|                                 |           |  |
| G. Calloni 32’ (rig.) Villa 42’ | Marcatori |  |

| Arbitro: | Bigi (Padova) |

|                                 |           |                   |
| Baveni 35’ Kölbl 44’ Zigoni 81’ | Marcatori | 85’ (rig.) Florio |

| Venezia 14 novembre 1965 11ª giornata | Venezia        | 0 – 0 | Genoa | Stadio Pierluigi Penzo\| Arbitro: \| Monti (Ancona) \| |
| Arbitro:                              | Monti (Ancona) |       |       |                                                        |

| Arbitro: | Schinetti (Brescia) |

|                   |           |  |
| Zaglio 76’ (rig.) | Marcatori |  |

| Arbitro: | Varazzani (Parma) |

|              |           |  |
| Lodi 2’, 67’ | Marcatori |  |

| Arbitro: | Fiduccia (Marsala) |

|                           |           |                        |
| Gilardoni 40’ Canella 85’ | Marcatori | 62’ Carminati 79’ Pace |

| Arbitro: | Pieroni (Roma) |

|              |           |               |
| Petrelli 17’ | Marcatori | 80’ Brambilla |

| Genova 26 dicembre 1965 16ª giornata | Genoa           | 0 – 0 | Novara | Stadio Luigi Ferraris\| Arbitro: \| Giunti (Arezzo) \| |
| Arbitro:                             | Giunti (Arezzo) |       |        |                                                        |

| Arbitro: | Politano (Cuneo) |

|           |           |  |
| Vivian 8’ | Marcatori |  |

| Arbitro: | Possagno (Treviso) |

|                                     |           |                  |
| Poppi 14’ Canella 17’ Locatelli 70’ | Marcatori | 40’, 59’ Piaceri |

| Messina 16 gennaio 1966 19ª giornata | Messina            | 0 – 0 | Genoa | Stadio Giovanni Celeste\| Arbitro: \| Fiduccia (Marsala) \| |
| Arbitro:                             | Fiduccia (Marsala) |       |       |                                                             |

#### Girone di ritorno
| Arbitro: | Gonella (Torino) |

|                     |           |  |
| Pasinato 35’ (aut.) | Marcatori |  |

| Alessandria 13 febbraio 1966 21ª giornata | Alessandria       | 0 – 0 | Genoa | Stadio Giuseppe Moccagatta\| Arbitro: \| Gussoni (Tradate) \| |
| Arbitro:                                  | Gussoni (Tradate) |       |       |                                                               |

| Arbitro: | Barolo (Bassano del Grappa) |

|                                |           |  |
| Locatelli 13’, 31’ Canella 37’ | Marcatori |  |

| Arbitro: | Lo Bello (Siracusa) |

|           |           |             |
| Cella 71’ | Marcatori | 44’ Bicicli |

| Arbitro: | Marchiori (Padova) |

|            |           |  |
| Zigoni 49’ | Marcatori |  |

| Arbitro: | Varazzani (Parma) |

|                    |           |                                                |
| Bicicli 64’ (aut.) | Marcatori | 24’ Kölbl 70’, 87’ Zigoni 82’ (rig.) Locatelli |

| Arbitro: | Vitullo (Roma) |

|                      |           |          |
| Locatelli 58’ (rig.) | Marcatori | 68’ Joan |

| Arbitro: | Pieroni (Roma) |

|              |           |  |
| Trombini 85’ | Marcatori |  |

| Arbitro: | Bigi (Padova) |

|                          |           |  |
| Rivara 60’ Gilardoni 84’ | Marcatori |  |

| Arbitro: | D'Agostini (Roma) |

|                           |           |  |
| Rigotto 43’ Santonico 54’ | Marcatori |  |

| Arbitro: | Lo Bello (Siracusa) |

|                    |           |              |
| Bicicli 89’ (rig.) | Marcatori | 45’ Mencacci |

| Arbitro: | Carminati (Milano) |

|             |           |                      |
| Merighi 24’ | Marcatori | 79’ (rig.) Brambilla |

| Arbitro: | Motta (Monza) |

|            |           |  |
| Zigoni 36’ | Marcatori |  |

| Arbitro: | Righi (Milano) |

|                          |           |  |
| Carminati 29’ (rig.) 64’ | Marcatori |  |

| Arbitro: | Schinetti (Brescia) |

|            |           |  |
| Baveni 35’ | Marcatori |  |

| Arbitro: | Monti (Ancona) |

|                |           |             |
| Mascheroni 64’ | Marcatori | 22’ Gonella |

| Arbitro: | Gonella (Torino) |

|            |           |                |
| Baveni 73’ | Marcatori | 79’ V. Calloni |

| Arbitro: | Francescon (Padova) |

|             |           |                            |
| Barbato 27’ | Marcatori | 42’ Bicicli 64’ Brrambilla |

| Arbitro: | Nencioni (Roma) |

|                                      |           |              |
| Bicicli 3’ Brambilla 64’ Campora 30’ | Marcatori | 81’ Seghezza |

### Coppa Italia
| Arbitro: | Righi (Milano) |

|  |           |                            |
|  | Marcatori | 7’, 89’ Hamrin 17’ Maschio |

## Statistiche

### Statistiche di squadra
| Competizione | Punti | In casa | In casa | In casa | In casa | In casa | In casa | In trasferta | In trasferta | In trasferta | In trasferta | In trasferta | In trasferta | Totale | Totale | Totale | Totale | Totale | Totale | DR |
| Competizione | Punti | G       | V       | N       | P       | Gf      | Gs      | G            | V            | N            | P            | Gf           | Gs           | G      | V      | N      | P      | Gf     | Gs     | DR |
| ------------ | ----- | ------- | ------- | ------- | ------- | ------- | ------- | ------------ | ------------ | ------------ | ------------ | ------------ | ------------ | ------ | ------ | ------ | ------ | ------ | ------ | -- |
| Serie B      | 44    | 19      | 12      | 7       | 0       | 31      | 13      | 19           | 3            | 7            | 9            | 13           | 22           | 38     | 15     | 14     | 9      | 44     | 35     | +9 |
| Coppa Italia |       | 1       | 0       | 0       | 1       | 0       | 3       | -            | -            | -            | -            | -            | -            | 1      | 0      | 0      | 1      | 0      | 3      | -3 |
| Totale       |       | 20      | 12      | 7       | 1       | 31      | 16      | 19           | 3            | 7            | 9            | 13           | 22           | 39     | 15     | 14     | 10     | 44     | 38     | +6 |

### Statistiche dei giocatori
| Giocatore      | Serie B  | Serie B | Coppa Italia | Coppa Italia | Totale   | Totale |
| Giocatore      | Presenze | Reti    | Presenze     | Reti         | Presenze | Reti   |
| -------------- | -------- | ------- | ------------ | ------------ | -------- | ------ |
| B. Bacchetta   | 6        | 0       | ?            | ?            | 6+       | 0+     |
| G. Bassi       | 30       | 0       | ?            | ?            | 30+      | 0+     |
| B. Baveni      | 34       | 3       | ?            | ?            | 34+      | 3+     |
| M. Bicicli     | 35       | 5       | ?            | ?            | 35+      | 5+     |
| E. Brambilla   | 23       | 5       | ?            | ?            | 23+      | 5+     |
| M. Bruno       | 2        | 0       | ?            | ?            | 2+       | 0+     |
| C. Campora     | 18       | 1       | ?            | ?            | 18+      | 1+     |
| F. Canella     | 20       | 3       | ?            | ?            | 20+      | 3+     |
| S. Dal Monte   | 3        | 1       | ?            | ?            | 3+       | 1+     |
| R. Di Vincenzo | 18       | -16     | ?            | ?            | 18+      | -16+   |
| G. Gilardoni   | 18       | 4       | ?            | ?            | 18+      | 4+     |
| P. Gonella     | 9        | 1       | ?            | ?            | 9+       | 1+     |
| L. Grosso      | 22       | -19     | ?            | ?            | 22+      | -19+   |
| R. Kolbl       | 23       | 2       | ?            | ?            | 23+      | 2+     |
| M. Locatelli   | 25       | 7       | ?            | ?            | 25+      | 7+     |
| A. Panara      | 2        | 0       | ?            | ?            | 2+       | 0+     |
| L. Poppi       | 18       | 1       | ?            | ?            | 18+      | 1+     |
| R. Ranzani     | 20       | 0       | ?            | ?            | 20+      | 0+     |
| F. Rivara      | 35       | 1       | ?            | ?            | 35+      | 1+     |
| E. Vanara      | 20       | 0       | ?            | ?            | 20+      | 0+     |
| F. Zaglio      | 5        | 1       | ?            | ?            | 5+       | 1+     |
| G. Zigoni      | 34       | 8       | ?            | ?            | 34+      | 8+     |